# Trachurus lathami
Trachurus lathami är en fiskart som beskrevs av Nichols 1920. Trachurus lathami ingår i släktet Trachurus och familjen taggmakrillfiskar. Inga underarter finns listade i Catalogue of Life.